# BRIT Awards 1994
Die BRIT Awards 1994 wurden am 14. Februar 1994 im Londoner Alexandra Palace verliehen. Die Moderation übernahmen Elton John und RuPaul.

## Liveauftritte
- Björk and PJ Harvey – (I Can’t Get No) Satisfaction
- Bon Jovi featuring Brian May and Dina Carroll – I'll Sleep When I'm Dead
- Elton John and RuPaul – Don’t Go Breaking My Heart
- Meat Loaf – I’d Do Anything for Love (But I Won’t Do That)
- Pet Shop Boys – Go West
- Stereo MCs – Connected
- Take That – The Beatles Medley
- Van Morrison featuring Shane MacGowan – Have I Told You Lately

## Gewinner und Nominierte
| British Album of the Year | British Producer of the Year |
| --- | --- |
| - Stereo MCs – Connected - Dina Carroll – So Close - Jamiroquai – Emergency on Planet Earth - Sting – Ten Summoner's Tales - Suede – Suede | - Brian Eno - Flood - M People - Nellee Hooper - Youth |
| British Single of the Year | British Video of the Year |
| - Take That – Pray - Dina Carroll – Don't Be a Stranger - Paul Weller – Wild Wood - Radiohead – Creep - Suede – Animal Nitrate (eliminiert) - Apache Indian – Boom Shack-A-Lak - Gabrielle – Dreams - M People – Moving On Up - New Order – Regret - Shaggy – Oh Carolina | - Take That – Pray - David Bowie – Jump They Say - Depeche Mode – I Feel You - Pet Shop Boys – Go West - Sting – Fields of Gold (eliminiert) - Gabrielle – Dreams - Jamiroquai – Too Young to Die - New Order – Regret - Peter Gabriel – Stream - Suede – Animal Nitrate |
| British Male Solo Artist | British Female Solo Artist |
| - Sting - Apache Indian - Paul Weller - Rod Stewart - Van Morrison | - Dina Carroll - Beverley Craven - Gabrielle - PJ Harvey - Shara Nelson |
| British Group | British Breakthrough Act |
| - Stereo MCs - Jamiroquai - M People - Suede - Take That | - Gabrielle - Apache Indian - Jamiroquai - Shara Nelson - Suede |
| British Dance Act | Soundtrack/Cast Recording |
| - M People - Apache Indian - Jamiroquai - The Shamen - Stereo MCs | - The Bodyguard - The Jungle Book - Reservoir Dogs - Sleepless in Seattle - What's Love Got to Do with It |
| International Male Solo Artist | International Female Solo Artist |
| - Lenny Kravitz - Billy Joel - Meat Loaf - Neil Young - Terence Trent D’Arby | - Björk - Janet Jackson - Mariah Carey - Nanci Griffith - Tina Turner |
| International Group | International Breakthrough Act |
| - Crowded House - Nirvana - Pearl Jam - Spin Doctors - U2 | - Björk - 4 Non Blondes - Rage Against the Machine - Spin Doctors - SWV |
| Best Selling Album & Single Act | Outstanding Contribution to Music |
| - Meat Loaf | - Van Morrison |